# پتار اسکانسی
پتار اسکانسی (کرواتی: Petar Skansi؛ زادهٔ ۲۳ نوامبر ۱۹۴۳ – ۴ آوریل ۲۰۲۲) بازیکن و مربی بسکتبال اهل یوگسلاوی بود.
از باشگاه‌هایی که در آن بازی کرده‌است می‌توان به باشگاه بسکتبال اسپلیت اشاره کرد.
وی در مسابقات کشوری و بین‌المللی در مجموع برندهٔ ۲ مدال طلا، ۴ مدال نقره، ۱ مدال برنز شده‌است.